# اچ‌ام‌اس پانتر (۱۷۴۶)
اچ‌ام‌اس پانتر (۱۷۴۶) (به انگلیسی: HMS Panther (1746)) یک کشتی بود که طول آن ۱۴۰ فوت (۴۲٫۷ متر) بود. این کشتی در سال ۱۷۴۶ ساخته شد.